# BHStB IIIc5 751–752
Die Reihe IIIc5 751–752 waren zwei Mallet-Schlepptenderlokomotiven mit drei Kuppelachsen für Adhäsions- und Zahnradantrieb in Bosnischer Spurweite, beschafft von den Bosnisch-Herzegowinischen Staatsbahnen (BHStB). Bei den Jugoslawischen Eisenbahnen (JDŽ) wurde sie als Baureihe 196 bezeichnet.

## Geschichte
Zur Steigerung der Leistungsfähigkeit der Narentabahn und für die nie gebaute Spalatobahn beschafften die Bosnisch-Herzegowinischen Staatsbahnen (BHStB) bei der Lokomotivfabrik Floridsdorf zwei mächtige Zahnradlokomotiven der Baureihe IIIc5 mit den Nummern 751–752, für die Roman Abt das Antriebskonzept entwickelte.
Auf 60 ‰ Steigung beförderten die Lokomotiven 85 bis 90 Tonnen mit 8 km/h, auf 15 ‰ 120 Tonnen mit 20 km/h – also ungefähr dieselben Parameter wie bei den Vorgängerloks IIIc5 701–721. Die gegenüber den diesen um etwa 16 % höhere Kesselleistung wurde durch die um 15 t höhere Dienstmasse fast vollständig aufgezehrt, der beträchtliche technische Mehraufwand hatte entsprechend kaum einen betrieblichen Nutzen. Auch konnten sie damit die Anforderung von 105 Tonnen Last auf 60 ‰ nicht erfüllen.
Abgesehen davon bewährten sich die Mallet-Lokomotiven auch sonst nicht, so kam es zumindest anfangs im Zahnradtriebwerk zu unerwünschten Schwingungen (vor allem bei der Talfahrt) und zu Problemen mit dem Dampftrockner. Es blieb bei den beiden 1906 gelieferten Exemplaren und von 1908 bis 1919 wurden stattdessen weitere 21 Nachbauten der bewährten Vorgängerin Reihe IIIc5 701ff. beschafft.
Die Linienverbesserungen zwischen Bradina und Pazarić in den Jahren 1931 und 1935 führten zu einem deutlich verminderten Bedarf an Zahnradloks und im Zuge dessen wurden die beiden Einzelgänger dann noch vor Ende der 1930er Jahre abgestellt.

## Technische Merkmale

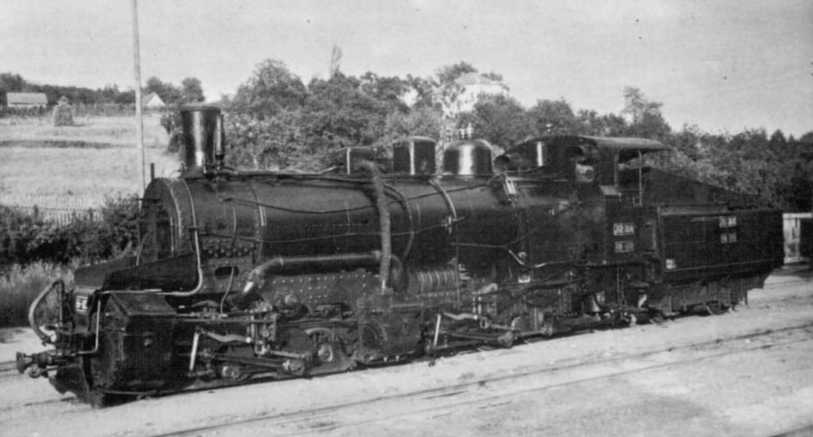
Die Mallet-Lokomotiven IIIc5 751–752 wurden bei den JDŽ als Baureihe 196 bezeichnet.

Die beiden Maschinen mit der Achsfolge 2zz’C waren unechte Mallet-Lokomotiven, bei denen sich der vom Niederdrucktriebwerk angetriebene Zahnradantrieb und die beiden Laufachsen im vorderen Deichselgestell befanden. Das vordere Fahrwerk hatte einen Innenrahmen mit außenliegendem Zahnradrahmen, das Adhäsionsfahrwerk einen Außenrahmen.
Im Adhäsionsbetrieb arbeiteten nur die Hochdruckzylinder über Hallsche Kurbeln auf die Treibachse. Auf Zahnstangenabschnitten wurden die beiden Niederdruckzylinder des Zahnradantriebs hinzugeschaltet und die Lokomotive arbeitete dann im Verbundbetrieb. Die außenliegenden Kurbelscheiben des Zahnradantriebs dienten auch als Bremstrommel für die Bandbremse.
Wie bei einigen Maschinen der Vorgängerinnen IIIc5 701ff. erleichterte eine Blauölzusatzfeuerung die Fahrt durch Tunnels. Dem damaligen Stand der Technik entsprechend waren die Lokomotiven mit einem Dampftrockner der Bauart Clench-Gölsdorf ausgestattet. Im Gegensatz zum Schmidt-Überhitzer erlaubten die niedrigeren Dampftemperaturen die Verwendung von Flachschiebern auch an den Hochdruckzylindern, die zusätzliche dritte Rohrwand im Kessel war wegen der Wärmeausdehnung der Rohre aber kaum dicht zu halten.

## Lokomotivliste
| Hersteller  | Fabriks- Nummer | Baujahr | BHStB-Nr. BHLB-Nr. SHS-Nr. | JDŽ-Nr. ab 1933 | ausgemustert |
| ----------- | --------------- | ------- | -------------------------- | --------------- | ------------ |
| Floridsdorf | 1654            | 1906    | IIIc5 751                  | 196-001         | 1930er-Jahre |
| Floridsdorf | 1655            | 1906    | IIIc5 752                  | 196-002         | 1930er-Jahre |

| Bahngesellschaft                                      | Bahngesellschaft                              | Zeitraum      |
| ----------------------------------------------------- | --------------------------------------------- | ------------- |
| BHStB                                                 | Bosnisch-Herzegowinische Staatsbahnen         | 1895 bis 1908 |
| BHLB                                                  | Bosnisch-Herzegowinische Landesbahnen         | 1908 bis 1918 |
| SHS                                                   | Železnice Kraljevine Srba, Hrvata i Slovenaca | 1918 bis 1929 |
| JDŽ                                                   | Jugoslovenske Državne Železnice               | 1929 bis 1954 |
| Die Umzeichnung von SHS auf JDŽ fand erst 1933 statt. |                                               |               |